# Szibin
Szibin (horvátul: Sibinj) falu és község Horvátországban, Bród-Szávamente megyében.

## Fekvése
Bródtól 8 km-re nyugatra, Pozsegától légvonalban 24, közúton 31 km-re délkeletre, Szlavónia középső részén, a Dilj-hegység déli nyúlványai és a Szávamenti-síkság találkozásánál, a Bródról Újgradiskára menő út mentén fekszik. Itt halad át az A3-as (Zágráb-Lipovac) autópálya és a Zágráb-Vinkovci vasútvonal is. A településen három patak (Kapljarevac-Petnja, Kikovac, Dubski) folyik át, melyek a Dilj-hegység területén erednek és itt található az erdőkkel övezett Petnja mesterséges tó is. Éghajlata kontinentális, az uralkodó szélirány nyugati. Az évi középhőmérséklet 11,3 °C, az éves csapadékmennyiség 870 mm körüli.

## A község települései
A községhez Bartolovci, Bercsin, Čelikovići, Gornji Andrijevci, Grgurevići, Grižići, Gromačnik, Jakačina Mala, Ravan, Szibin, Slobodnica 
és Završje települések tartoznak.

## Története
A települést neve a középkorban még nem bukkan fel írásos forrásban. Területe a templomosok borostyáni uradalmához tartozott, melynek birtokközpontja Borostyán (Briščana na Petnji) kolostora volt, melyet történészek a mai Szibin területére tesznek. A török 1536-ban szállta meg ezt a vidéket. Szibin keletkezését a török korra tehetjük, de akkori lakossága a felszabadító háborúk idején elmenekült. Valószínűleg muzulmánok voltak és Boszniába távoztak. A török uralom alóli felszabadulás, 1691 után Boszniából menekült horvát katolikusokkal telepítették be, akik határőr szolgálatra voltak kötelezve. Az 1698-as kamarai összeírásban „Szebin” néven már hajdúvárosként (oppidum haidonicale) szerepel a szlavóniai települések között. Ekkor a közeli Bródnál is nagyobb település volt.
Az 1730-as egyházi vizitáció jelentésében már 100 katolikus házzal és egy fatemplommal találjuk, mely Keresztelő Szent János tiszteletére volt szentelve (három oltárát Szent Jánosnak, Páduai Szent Antalnak és a Boldogságos Szűzanyának szentelték). Körülötte temető volt. Szolgálatát boszniai ferences atyák látták el. Az 1746-os vizitáció jelentésében a templomot 22 méter hosszúnak és 8 méter szélesnek írják, mely akkoriban nagynak számított. Ekkor már négy oltára volt és a bal oldali kápolnában volt elhelyezve a Szűzanya csodatevő szobra. A közeli dombon egy Szent Márknak szentelt kápolna is állt. A településen ekkor 103 ház állt, 163 családdal és 820 lakossal. 1760-ban 116 házában, 141 családban 752 lakosa volt. 8 pravoszláv ház kivételével minden házát katolikusok lakták. A katonai közigazgatás megszervezése után a bródi határőrezredhez tartozott. 1839-ben századparancsnokság székhelye lett. 1768 és 1774 között felépítették a plébániatemplomot, 1889-ben pedig a Szent Máté temetőkápolnát.
Az első katonai felmérés térképén „Sibin” néven található. Lipszky János 1808-ban Budán kiadott repertóriumában „Szibin” néven szerepel. Nagy Lajos 1829-ben kiadott művében „Sibin vel. Szibiny” néven 204 házzal, 967 katolikus és 78 ortodox vallású lakossal találjuk. A katonai közigazgatás megszüntetése után 1871-ben Pozsega vármegyéhez csatolták. 1873-ban megalapították Sibinj községet. A 19. század végén Likából és a horvát Hegyvidékről újabb katolikus családok települtek be, Galíciából pedig ruszin családok érkeztek.

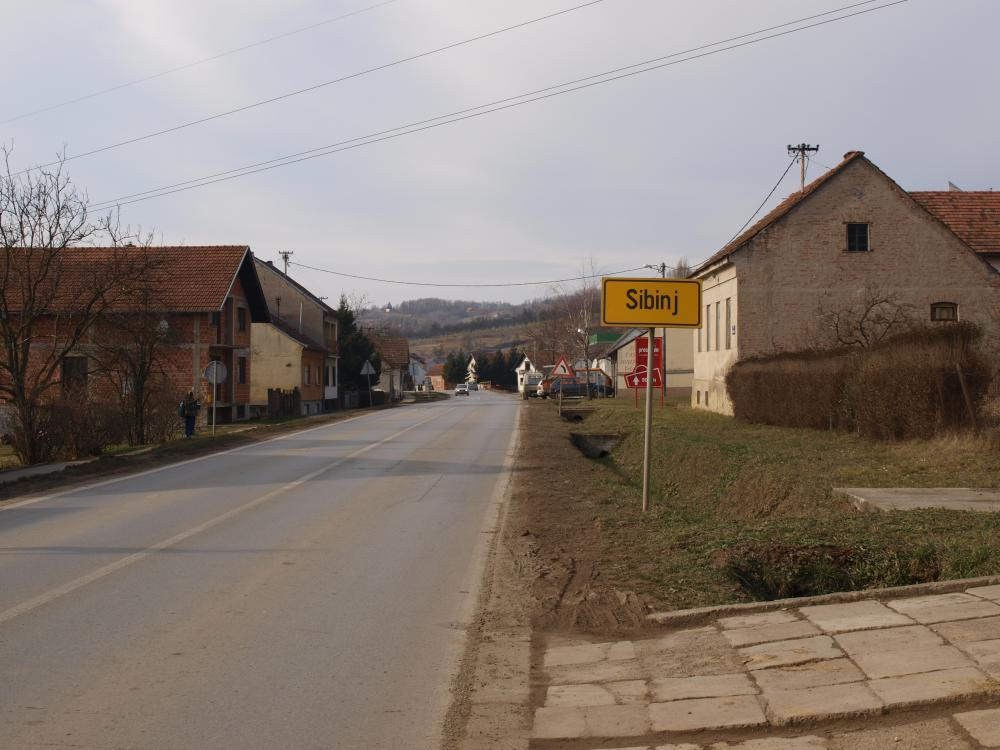
Szibin bejárata

A településnek 1857-ben 887, 1910-ben 1206 lakosa volt. Az 1910-es népszámlálás szerint lakosságának 72%-a horvát, 10%-a ruszin, 4%-a szerb anyanyelvű volt. Pozsega vármegye Bródi járásának része volt. Az első világháború után 1918-ban az új szerb-horvát-szlovén állam, majd később (1929-ben) Jugoszlávia része lett. 1935. február 19-én véres összetűzés történt itt a jugoszláv csendőrök és a tüntető horvát parasztok között. Ennek során sortűz dördült, melynek következtében nyolc környékbeli paraszt vesztette életét. A település 1991-től a független Horvátországhoz tartozik. 1991-ben lakosságának 92%-a horvát, 3%-a szerb, 2%-a jugoszláv nemzetiségű volt. 2011-ben a településnek 2424, a községnek összesen 6895 lakosa volt. Ma a település a község, gazdasági, kulturális és igazgatási központja, ahol orvosi rendelő, vasútállomás, elemi iskola, posta, kultúrház, több üzlet, műhely és vendéglátóipari egység működik.

## Lakossága
| Lakosság változása | Lakosság változása | Lakosság változása | Lakosság változása | Lakosság változása | Lakosság változása | Lakosság változása | Lakosság változása | Lakosság változása | Lakosság változása | Lakosság változása | Lakosság változása | Lakosság változása | Lakosság változása | Lakosság változása | Lakosság változása |
| ------------------ | ------------------ | ------------------ | ------------------ | ------------------ | ------------------ | ------------------ | ------------------ | ------------------ | ------------------ | ------------------ | ------------------ | ------------------ | ------------------ | ------------------ | ------------------ |
| 1857               | 1869               | 1880               | 1890               | 1900               | 1910               | 1921               | 1931               | 1948               | 1953               | 1961               | 1971               | 1981               | 1991               | 2001               | 2011               |
| 828                | 856                | 846                | 855                | 907                | 1.324              | 1.032              | 1.515              | 1.276              | 1.552              | 1.667              | 1.935              | 2.042              | 2.226              | 2.574              | 2.424              |

## Gazdaság
A lakosság többsége a közeli Bród, illetve a távolabbi Pozsega városába jár dolgozni, szabadidejükben pedig hagyományosan mezőgazdasággal, állattartással foglalkoznak. A lélekszámhoz képest kisszámú családi gazdaság található a településen. A lakosság életvitele inkább városiasnak, mint falusinak mondható.

## Nevezetességei
- Keresztelő Szent János tiszteletére szentelt római katolikus plébániatemplomát 1774-ben építették későbarokk stílusban. Egyhajós épület félköríves szentéllyel, a homlokzat feletti hagymakupolás barokk toronysisakkal. A szentélyhez négyszögletes sekrestye és kápolna csatlakozik félköríves apszissal. Berendezése 18. századi későbarokk, melyből kiemelkedik az apszisban elhelyezett főoltár, a barokk-klasszicista mellékoltárok, a szószék, a sekrestye szekrénye, a keresztelőmedence és az imazsámoly. A kápolna falfestményeit Josip Muravić festette. A belső tér gazdagsága a kobaši templom mellett a megye egyik legjelentősebb templomává teszi.[8]
- A szibini áldozatok emlékműve az 1935. február 19-én a Jugoszláv Királyság horvátellenes rendszere által itt meggyilkolt 8 horvát parasztra emlékeztet. Az emlékmű egy posztamensen álló faragott kő, melyre fekete kőből faragott emléktáblát erősítettek. Durva betonból öntött keret övezi. Az eseményt évtizedek óta ünneplik a helyi lakosság hazafiasságának jelképeként.
- A helyi túrázók és horgászok kedvelt kiránduló és pihenőhelye az erdőkkel övezett Petnja mesterséges tó, mely a Tomislav forrásból táplálkozik. Kedvelt fürdőhely a pár évvel ezelőtt nyílt sibinji fürdő, mely elnyerte a Zöld virágot, a kontinentális Horvátország legszebben kialakított fürdőjének díját.
- Petnye középkori várának („castrum Pethna, castrum Pethnewar”) maradványai Završje falutól északkeletre, egy 245 méteres magasságú, ma Gradinának nevezett keskeny gerincen találhatók. A maradványok észak-déli irányban húzódnak. A történeti források Glogovica és Petnye („Golgoa et Pethna”) birtokait IV. Béla idejében, 1258-ban említik először. Ebben az időben a birtok Borics báné volt, aki azt a Rátót nembeli Lóránd nádornak adta el. Lóránd fiai 1282-ben a pozsegai káptalan előtt kelt oklevélben Velikei Ivánka fia Benedeknek adták zálogba. Ettől kezdve a vár a velikei uradalomhoz tartozott, melynek központja a Papuk-hegység alatti Velike volt. A 15. században a forrásokban a vár általában „Petnyevár” néven szerepel. 1449-ben Velikei Miklós Katalin nevű lányát hozzáadta a bosnyák királyi család, a Kotromanićok Radivoj nevű tagjához és a vár a lány hozományaként szerepelt. Ennek ellenére Miklós 1455-ben Petnye várát részét három lányának, Annának, Katalinnak és Dorottyának hagyta, és a Radivoj Kotromanić-csal kötött szerződés soha nem valósult meg. 1470-ben a Velikeiek új örökösödési szerződést kötöttek a grabari Beriszlókkal, mely szerint az egyik fél vér szerinti örökös nélküli kihalása esetén örökli a másik birtokait. Ez a szerződés 1489-ben valósult meg, amikor Beriszlók a Velikei birtokok egyes részeinek köztük Petnyevár (Pethnewar) tulajdonosai lettek. Ezt követően a Petnye várát már nem említik.

- A vár épületei nem maradtak fenn, ma alaprajzát csak a terepalakzatok és az összeomlott falak térbeli elhelyezkedése alapján lehet meghatározni. A vár eredetileg három részből állt, amelyek közül az alaprajz szerint a legnagyobb rész (vármag) a keskeny gerinc déli oldalán található. Rajta a 22x16 m-es téglalap alakú vár falainak épületmaradványai, amelyek falai észak felé kissé kúpos alakba mennek át. A vármag déli oldalán két szimmetrikus szoba összeomlott falai láthatók, amelyek valószínűleg a palota lakóhelyiségéhez tartoztak. Észak felé és a szakadék felé, amely az erőd déli magját választja el a középső résztől, egy védőtorony falainak maradványai láthatók, amelyek valószínűleg a legnagyobb részhez tartoztak. A középső rész kör alakú, 13 m méretű, a déli résztől pedig egy 7,5 m széles szakadék választja el. Ez a rész elővédként, vagy egyszerűen akadályként szolgálhatott az erőd ostromához szükséges pozíciók elfoglalásához. Északon található az ovális alaprajz legkisebb és legalacsonyabb része, mely 6 m nagyságú és 3 m magas. Ezt a részt a középső szakasztól 3 m széles árok választja el. A déli rész lábánál nyugati oldalán 2-3 m vastag körítőfal maradványai találhatók. A vár kőből épült. Az alaprajz tipológiai jellemzőit és a térben való elhelyezkedését tekintve a jellegzetes hosszanti fekvésű hegyvidéki erődítmények csoportjába tartozik, amelyek általában a 13. és a 14. században épültek. A vár alaprajzának tipológiai jellemzői hasonlóságot mutatnak a Papuk lejtőire épített velikei erőd alaprajzával (13.-15. század), amelynek tulajdonosai a Velikeiek voltak. Mérete és alaprajza azt mutatja, hogy a 13. század második felében épített erődítményről lehet szó. A többi erődítményhez hasonlóan a védekezési módszer megváltozása és a lőfegyverek bevezetése miatt a régebbi erődítményt valószínűleg a 15. század utolsó évtizedeiben, majd a 16. században az oszmán veszély hatására újjáépítették és megerősítették.[9]

## Kultúra
A településen már több, mint hatvan éve működik a KUD „Tomislav” kulturális és művészeti egyesület. Az egyesület jelenlegi munkájában körülbelül 70 tag vesz részt folklór, tambura, ének és ifjúsági szekciókban. Ápolják a helyi hagyományokat, népszokásokat, néptáncokat, népdalokat. Munkájuk eredményét fellépéseikkel nemcsak az ország területén, de külföldön is bemutatják.

## Oktatás
A település első népiskolájáról 1767-ben történt említés. Az iskolát kezdetben csak fiúk látogathatták. Lányok számára csak 1872-ben nyílt meg. 1884-ben 118 tanuló járt az intézménybe, melyet 1885-ben ittjártakor I. Ferenc József császár is meglátogatott. 1904-ben az iskolába 190 tanuló járt. Ekkor újult meg az iskola kertje, ahol a diákok földművelést, gyümölcstermesztést, méhészetet tanultak. A második világháború után az iskola nyolcosztályosra bővült. 1964-ben egy földrengés az épületet olyan súlyosan megrongálta, hogy az oktatást sátorban és a szabad ég alatt kellett tartani. 1965. október 25-én nyílt meg az az épület, ahol ma is folyik a tanítás. Ahogy a tanulók száma évről évre nőtt, az iskola szűk lett és a helyhiány egyre inkább növekvő problémává vált. További súlyosbító tényező az iskola munkájában a honvédő háború időszaka volt. Az osztálytermek egy ideig házakban és alagsorokban lettek kialakítva. 1992 októberében a diákok és a tanárok visszatértek iskolájukba remélve, hogy bővítik az iskola épületét és felépíthetik tornatermet is. A bővítés végül 1998 és 2001 között történt meg, a tornatermet pedig 2002 februárjában vehették birtokba. Az „Ivan Mazuranić” elemi iskola ma a település központjában található. 1965 óta hat területi iskola tartozik hozzá Slobodnica, Stari Slatinik, Gornji Andrijevci, Ravan, Grgurevići és Grižići településeken. Az intézménybe ma mintegy 900 tanuló jár.

## Sport
- NK „Mladost” Sibinj labdarúgóklub. 1926-ban alapították.
- KK Sibinj kosárlabdaklub
- SK Sibinj asztaliteniszklub
- Redoksi Sibinj kispályás labdarúgóklub

## Egyesületek
A DVD Sibinj önkéntes tűzoltóegyletet 1926-ban alapították. Ma mintegy 70 taggal működik, akik közül 30-an aktívan tevékenykednek az egyesületben. A többi 40 tag támogatja az egyesületet.